# Фарр, Дейтра
Дейтра Фарр (англ. Дейтра Фарр; род. 1 августа 1957, Чикаго, Иллинойс, США  — американская блюзовая певица, автор песен.  Номинант Blues Music Awards в номинации «Исполнительница традиционного блюза/Премия Коко Тейлор» (1996, 2023) .

## Биография
Дейтра Фарр родилась в Чикаго. С детства пела госпел в церковном хоре католической церкви Holy Angels Catholic Church. Закончила Kenwood High School (Academy) в Чикаго, изучала вокал, впоследствии получила степень бакалавра журналистики в Columbia College Chicago. Начала свою профессиональную карьеру в 1975 году, выступая с различными соул-группами. В 18-летнем возрасте впервые записалась как певица на сингле группы Mill Street Depo. С начала 1980-х начала петь блюз. С 1983 года гастролировала в США и Канаде с Sam Lay Blues Band. С 1993 по 1996 год она была солисткой группы Mississippi Heat и записала с ними два альбома: Learned the Hard Way и Thunder in my Heart.
В 1997 году она выпустила свой первый альбом The Search is Over на британском лейбле JSP Records. В 2000 году гастролировала в Европе с Lil' Ed & Blues Imperials, в 2003 году в Великобритании с Отисом Грандом и Бобби Паркером. В 2005 году вышел второй и последний по состоянию на 2025 год альбом певицы Let It Go! — «ещё один прекрасный альбом великой вокалистки и ее уникального сочетания соула и блюза» .  С 2006 по 2010 год Дейтра Фарр гастролировала с проектом The Women of Chicago Blues с Зорой Янг и Граной Луизой. С 2013 года певица часто гастролирует по Европе с туром Raphael Wressnig's Soul Gift, в котором участвовали Алекс Шульц, Энрико Кривелларо, Сильвио Бергер и Сакс Гордон.
Являясь по образованию журналисткой, ведёт постоянную колонку «Artist to Artist» в журнал Living Blues; кроме того публикуется как писатель и поэт . Певица — регулярный участник Чикагского блюзового фестиваля, и каждый год гастролирует в Европе, выступает на крупнейших блюз-и джаз-фестивалях, в 2014 году она впервые посетила Россию , также много записывается как сессионный музыкант. 
Член Зала славы блюза Чикаго, обладатель премии «The Koko Taylor Queen of the Blues Award» 2017 года, вручаемой Jus Blues Music Foundation, певица года разных лет по версиям Living Blues Critics Awards, British Blues Connection Awards и Les Trophees France Blues Awards .
«Огненная, энергичная и волнующая душу — так можно описать эту женщину» 

## Дискография

### Синглы
- «You Won’t Support Me» (1976, All Platinum Records)

### Альбомы
- The Search is Over (1997, JSP Records)
- Let It Go (2005, JSP Records)